# Pithecopus palliatus
Espèce
Synonymes
- Phyllomedusa palliata Peters, 1873

Statut de conservation UICN

 LC  : Préoccupation mineure
Pithecopus palliatus est une espèce d'amphibiens de la famille des Phyllomedusidae.

## Répartition
Cette espèce se rencontre entre 100 et 400 m d'altitude en Amazonie, :
- au Pérou dans les régions de Huánuco, de Loreto, d'Ucayali et de Madre de Dios ;
- en Équateur dans le bassin supérieur de l'Amazone ;
- dans le Nord de la Bolivie ;
- au Brésil dans les États d'Acre, de Rondônia et dans l'ouest de l'Amazonas.

Sa présence est incertaine en Colombie.

## Description

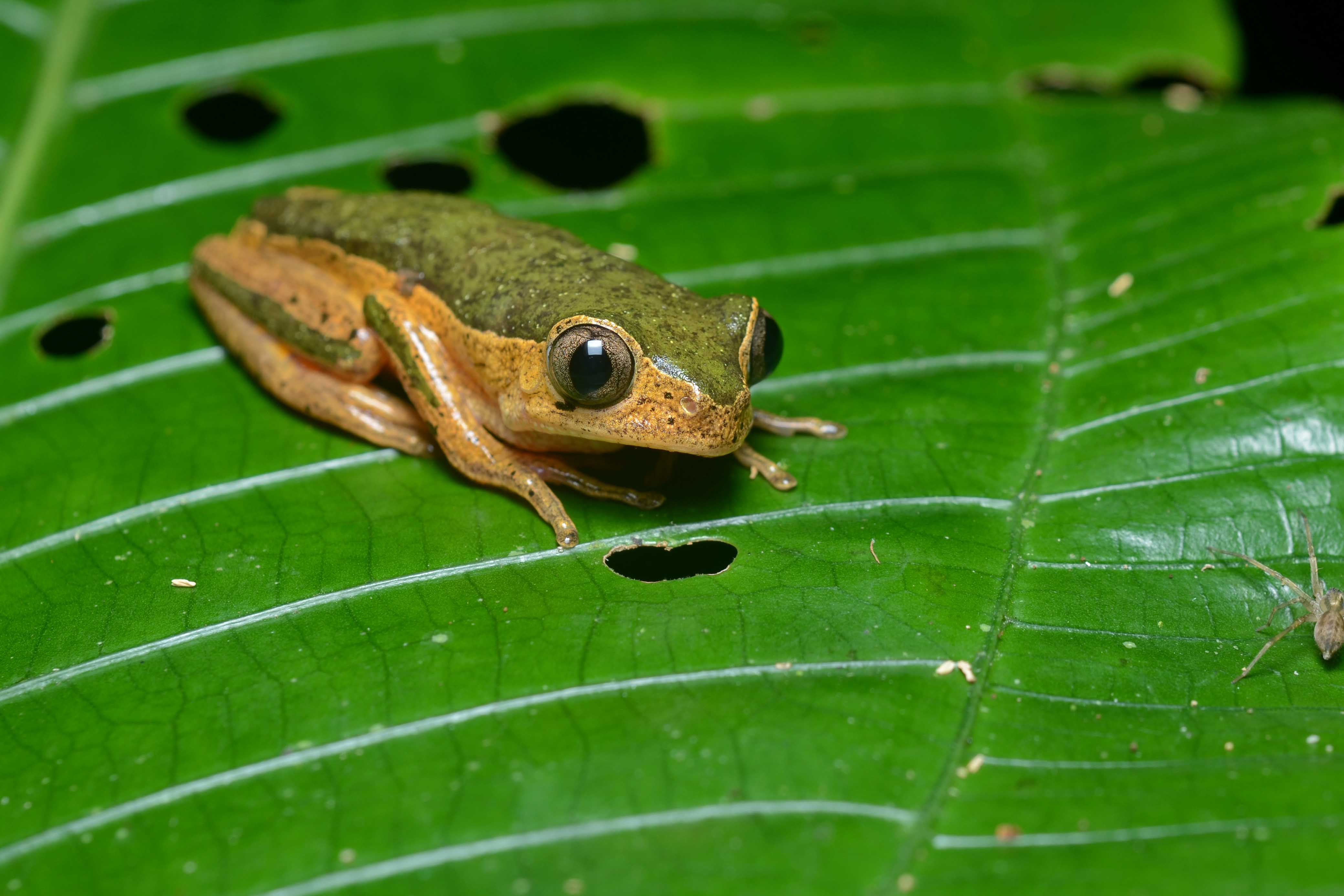
Phyllomedusa palliata

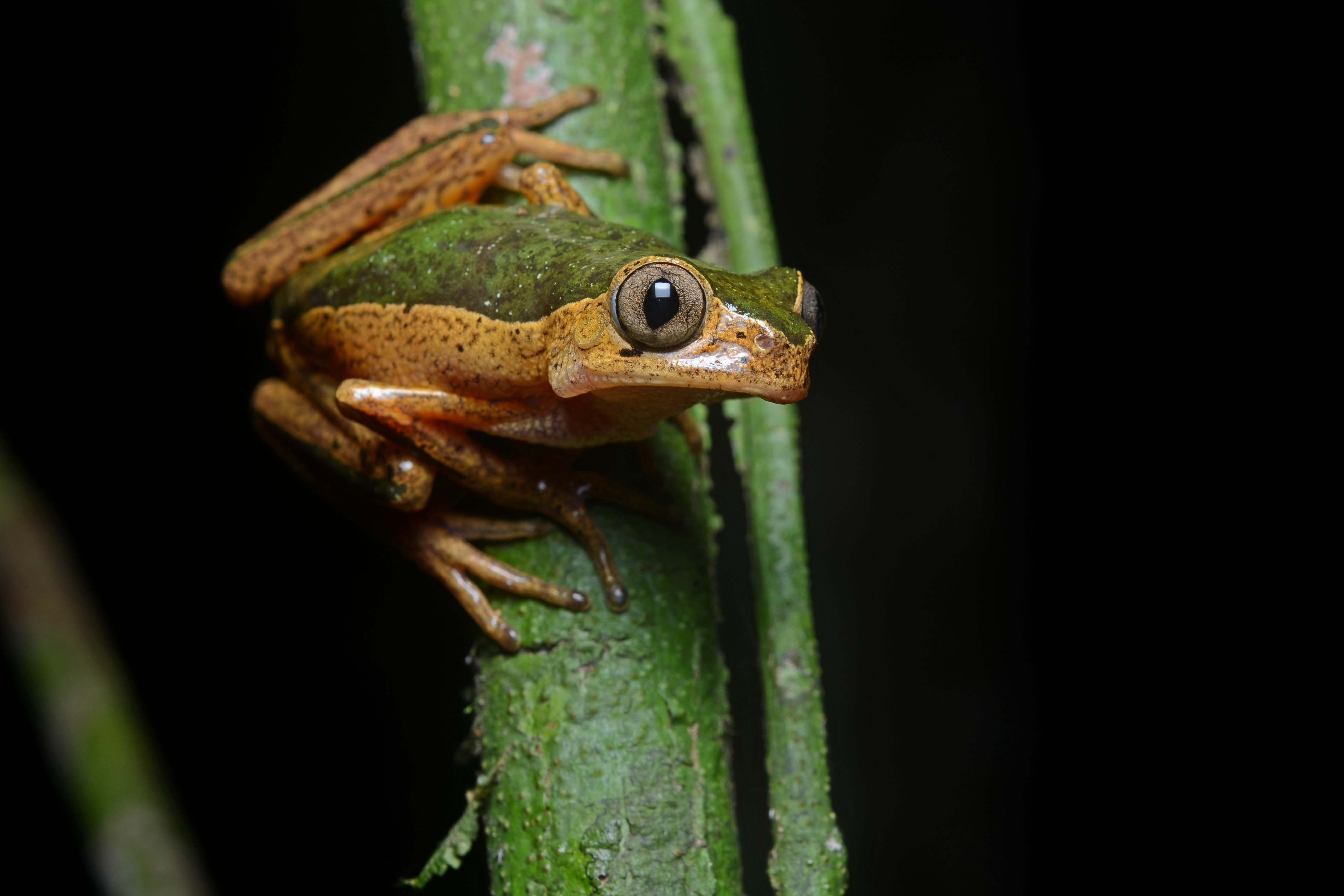
Phyllomedusa palliata

Les mâles mesurent de 37,7 à 43,8 mm et les femelles de 38,8 à 49,1 mm.

## Publication originale
- Peters, 1873 : Mittheilung über eine, zwei neue Gattungen enthaltende, Sammlung von Batrachiern des Hrn. Dr. O. Wucherer aus Bahia, so wie über einige neue oder weniger bekannte Saurier. Monatsberichte der Königlich Preussischen Akademie der Wissenschaften zu Berlin, vol. 1872, p. 768-776 (texte intégral).